# نوركاران
النوركاران أو ثنائي الحلقة [0.1.4] هبتان ، سائل عديم اللون . وهو مركب عضوي يُحضر باستخدام تفاعل سيمون - سميث ، بواسطة تأثير ثنائي يود الميثان و مزدوج النحاس - الزنك على حلقي الهكسين في ثنائي إيثيل الإيثر .